# Edward Winter (scrittore)
Edward Winter (1955) è un giornalista, scrittore e storico degli scacchi britannico.
Non vi sono dati biografici certi e si ritiene probabile che "Edward Winter" sia uno pseudonimo. Dalle prefazioni dei suoi libri e dalla corrispondenza con altri storici degli scacchi, si presume viva in Svizzera, a Ginevra.

## Chess Notes
La rubrica Chess Notes iniziò le pubblicazioni nel 1982 come periodico bimestrale ed era descritta dal suo autore come "un forum per appassionati per discutere di tutto ciò che riguarda il nobil giuoco". Nel 1993 il periodico cessò le pubblicazioni e la rubrica venne pubblicata su diversi giornali e riviste di vari paesi. Dal 1998 al 2001 fu ospitata dalla rivista New in Chess e successivamente diffusa sul sito di "Chess Café".
Dal settembre 2004 Chess Notes è visibile sul sito web "Chess History Center". 
Gli articoli di Chess Notes sono molto accurati e corredati da immagini d'epoca. Le ricerche storiche e anagrafiche di  Winter su vari campioni ed eventi scacchistici sono di norma ampiamente documentate e considerate altamente attendibili.

## Pubblicazioni
- World Chess Champions, Everyman Chess, 1981
- Capablanca: A Compendium of Games ..., McFarland & Co., Jefferson N.C., 1989 (ristampa 2011)
- Chess Explorations, Cadogan Books, 1989
- Kings, Commoners and Knaves, Russell Enterprises, 1999
- A Chess Omnibus, Russell Enterprises, 2003
- Chess Facts and Fables, McFarland & Co., Jefferson N.C., 2005